# Milorad Bukvić
Milorad Bukvic (n. 11 iunie 1976, Backa Palanka, Serbia) este un fotbalist sârb liber de contract. Și-a făcut debutul în Liga I în anul 2000 și a jucat în România la Oțelul Galați, FC Argeș, FC Vaslui, Cetatea Suceava și CS Mioveni.